# Carex breviaristata
Espèce
Classification phylogénétique
Carex breviaristata est une espèce de plantes du genre Carex et de la famille des Cyperaceae.